# Règlements de femmes à OQ Corral
Règlements de femmes à OQ Corral ist ein Sex-Western des Jahres 1974 aus französischer Produktion. Jean-Marie Pallardy inszenierte (und spielte eine Rolle) mit der Hauptdarstellerin Willeke van Ammelrooy. Eine Auswertung in deutscher Sprachversion fand nicht statt.

## Handlung
Die Bande von Hooker bereitet einen Banküberfall vor, der in der Ausführung jedoch danebengeht und in einem Kampf mit den Einwohnern der Stadt endet. Etliche der Banditen sterben, der Rest flieht mit dem Geld und zwei Geiseln: der Prostituierten Maria und einer jungen Frau, Nell. Diese ist die Tochter des ehemaligen Armee-Rangers Burke Malloway.
Malloway kann bald die Spur der Flüchtigen aufnehmen; auch der Sheriff hat Leute organisiert, die hinter den Banditen her sind. Hookers Gruppe versteckt sich im Bordell von Gilda, die sich als Banditenwitwe entpuppt. Die Banditen fliehen bis zur mexikanischen Grenze, die Frauen immer dabei. Dort werden sie von Malloway und einem rätselhaften Indianer gestellt und getötet.

## Kritik
„Pallardy ist hier viel ernster als in seinem ähnlich gelagerten L’arrière-train sifflera trois fois, und die erotischen Szenen stehen im Dienste der Handlung“, befindet die auf Trashfilme spezialisierte Seite nanarland.com.

## Bemerkungen
1979 wurde der Film mit einigen neuen Szenen, die Robert Renzulli inszenierte, als Sweet Sierra erneut veröffentlicht. Es existieren auch pornografische Versionen des Filmes. Gedreht wurde er in Südfrankreich und in Italien.